# Musikjahr 1821
Liste der Musikjahre

◄◄ | ◄ | 1817 | 1818 | 1819 | 1820 | Musikjahr 1821 | 1822 | 1823 | 1824 | 1825 | ► | ►►

Weitere Ereignisse
Dieser Artikel behandelt das Musikjahr 1821.

## Instrumental und Vokalmusik (Auswahl)
- Ludwig van Beethoven: Klaviersonate Nr. 31 As-Dur op. 110 1821 fertiggestellt und 1822 veröffentlicht
- Friedrich Ernst Fesca: Streichquintett B-Dur op. 20; Potpourri für Violine und Streichtrio A-Dur op. 23; Der 9. Psalm für Solisten, Chor und Orchester op. 21
- Johann Nepomuk Hummel: Klavierkonzert Nr. 2 in A-Moll op. 85
- Felix Mendelssohn Bartholdy: Streichersinfonien 1 bis 6
- Ferdinand Ries: Sonatine für Klavier zu zwei Händen B-Dur op. 5.1; Sonatine für Klavier zu zwei Händen F-Dur op. 5
- Gioachino Rossini: La riconoscenza (Kantate)
- Franz Schubert:

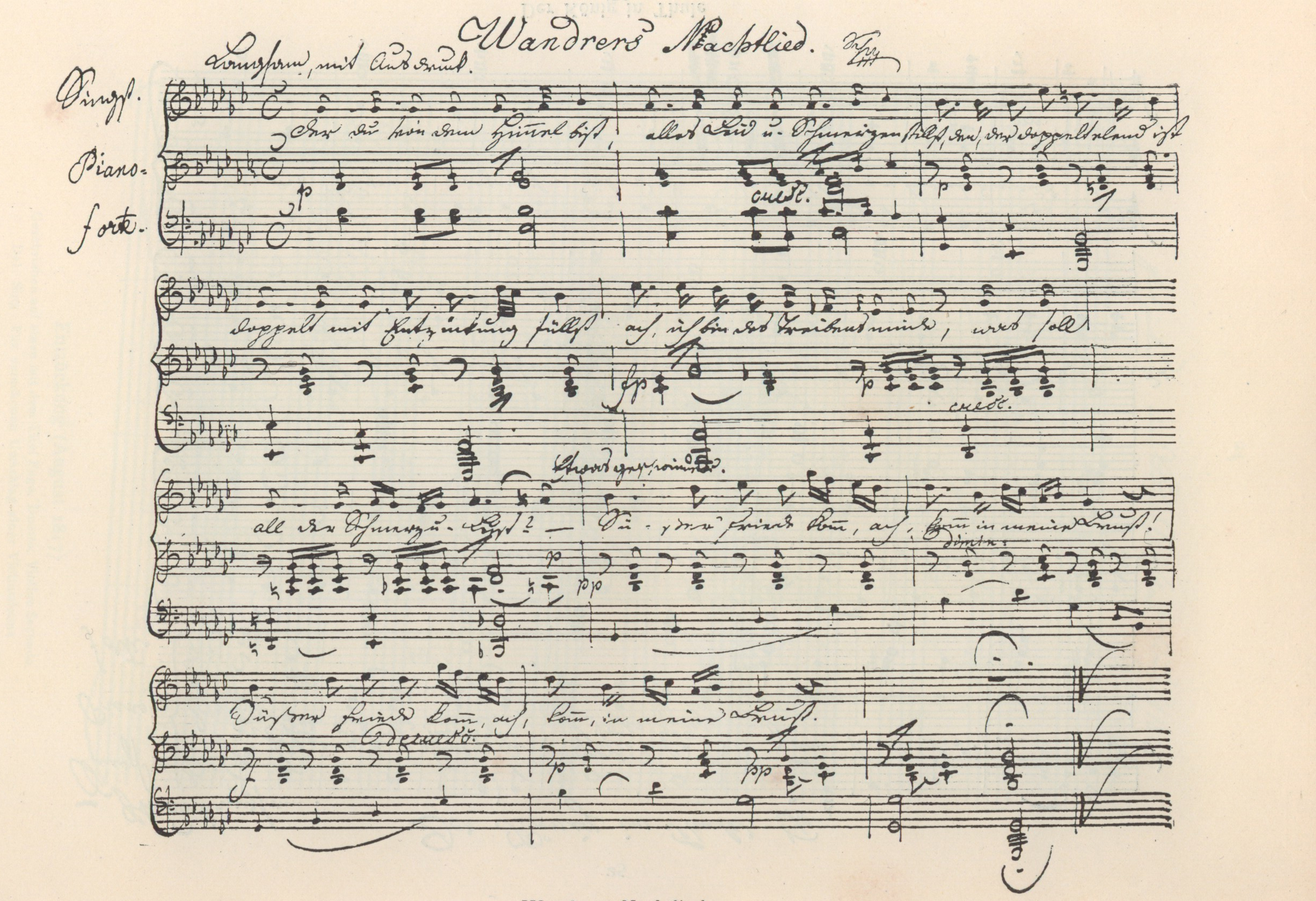
Franz Schubert: Wandrers Nachtlied (Der du von den Himmeln bist) op. 4/3 (D 224), komponiert am 5. Juli 1815, veröffentlicht 1821, dem Patriarchen Johann Ladislaus Pyrker von Felsö-Eör gewidmet. Autograph

- Franz Schubert: Sinfonie in E-Dur eine von fünf unvollendeten Sinfonien des Komponisten; Wandrers Nachtlied (Der du von den Himmeln bist) op. 4/3. Vertonung des Gedichtes von Johann Wolfgang von Goethe aus dem Jahr 1776
- Louis Spohr: Klarinettenkonzert Nr. 3 f-Moll
- Carl Maria von Weber: Konzertstück für Klavier und Orchester f-Moll op. 79

## Musiktheater
- 27. Januar: Uraufführung der Oper Lalla Rûkh von Gaspare Spontini in Berlin.
- 28. Januar: In Donaueschingen findet die Uraufführung der Oper Esop in Lydien von Conradin Kreutzer statt.
- 24. Februar: Uraufführung der Oper Matilde di Shabran von Gioachino Rossini im Teatro Apollo, Rom
- 10. März: Uraufführung der Oper Jeanne d'Arc à Orléans von Michele Carafa in der Opéra-Comique, in Paris
- 01. Mai: Uraufführung der Oper Blanche de Provence ou La Cour des fées von François-Adrien Boieldieu in Zusammenarbeit mit Rodolphe Kreutzer und Henri Montan Berton in Paris (Tuiléries.)
- 02. Mai: Uraufführung der Oper Les Arts rivaux von François-Adrien Boieldieu in Paris, (Hôtel de Ville)
- 18. Juni: Die romantische Oper Der Freischütz von Carl Maria von Weber auf das Libretto von Johann Friedrich Kind wird am Königlichen Schauspielhaus Berlin mit triumphalem Erfolg uraufgeführt.
- 13. August: Die Oper Adele von Budoy von Conradin Kreutzer wird mit Anna Milder in der Titelrolle in Königsberg uraufgeführt.
- 30. Oktober: Die Uraufführung der Oper Elisa e Claudio von Saverio Mercadante erfolgt am Teatro alla Scala di Milano in Mailand.
- 27. November: Die Uraufführung der Oper Léonore et Félix von François Benoist findet am Théâtre Feydeau in Paris statt.
- 26. Dezember: Uraufführung der Oper La capricciosa ed il soldato, o sia Un momento di lezione von Michele Carafa in Rom.

Weitere Uraufführungen bzw. Werke
- Carl Maria von Weber: Preciosa, (Musik zum Schauspiel von Pius Alexander Wolff nach Cervantes)
- Victor Dourlen: La Vente après décès (Oper)
- Giovanni Pacini: Cesare in Egitto (Caesar in Ägypten) (Oper)
- Saverio Mercadante: Maria Stuarda, regina di Scozia (Oper); Andronico (Oper)
- Gaetano Donizetti: Le nozze in villa (Oper)
- Johann Simon Mayr: Samuele (Oratorium in italienischer Sprache)
- Joseph Weigl: König Waldemar oder Die dänischen Fischer, (Oper in einem Akt); Edmund und Caroline, (Oper in einem Akt).

## Geboren

### Geburtsdatum gesichert
- 02. Januar: Mrs. W. H. Foley, englischgebürtige neuseeländische Schauspielerin, Sängerin und Unterhaltungskünstlerin († 1887)
- 12. Januar: Nikolai Jakowlewitsch Afanassjew, russischer Violinvirtuose und Komponist († 1898)

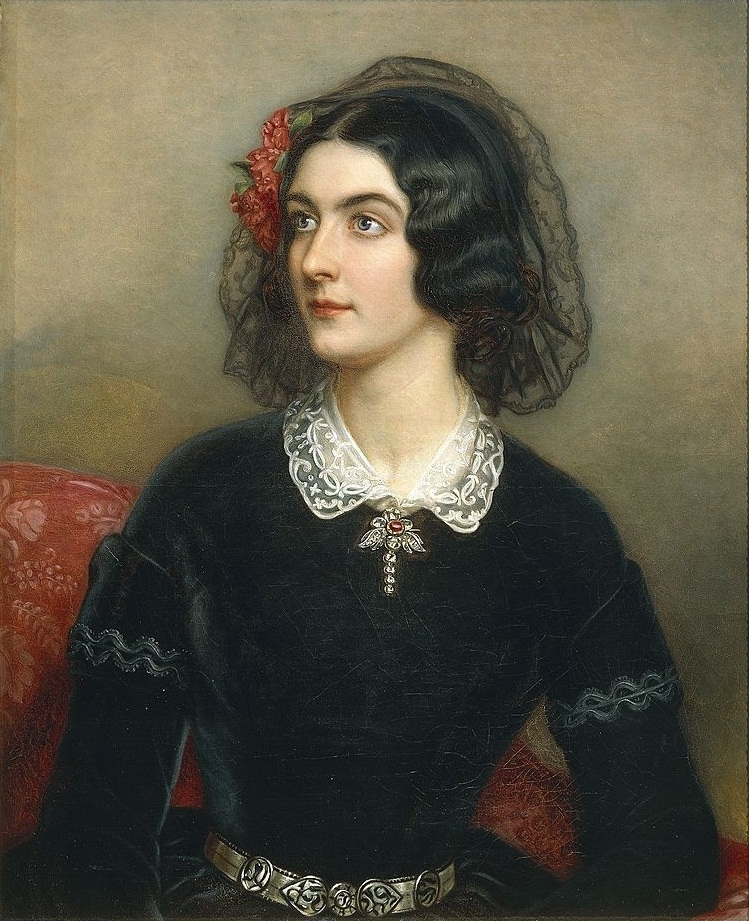
Lola Montez; * 17. Februar

- 17. Februar: Lola Montez, irische Hochstaplerin und Tänzerin († 1861)
- 11. März: Johann Georg Gerhard Schmitt, deutscher Komponist und Organist († 1900)
- 15. März: Franz Mair, österreichischer Chormeister, Komponist und Gründer des Wiener Schubertbundes († 1893)
- 24. März: Mathilde Marchesi, deutsche Opernsängerin (Mezzosopran) und Musikpädagogin († 1913)
- 03. April: Louis Lewandowski, deutscher Komponist († 1894)
- 23. April: Pierre Dupont, französischer Chansonnier, Dichter und Goguettier († 1870)
- 27. April: Henry Willis, englischer Orgelbauer († 1901)
- 12. Mai: Bernhard Kothe, deutscher Komponist, Kirchenmusiker, Musikhistoriker und -pädagoge († 1897)
- 18. Mai: Joseph Crawhall, britischer Seiler, Folklore-Herausgeber, Illustrator und Aquarellmaler († 1896)
- 27. Juni: August Conradi, deutscher Komponist, Organist und Kapellmeister († 1873)
- 28. Juni: Max Maretzek, US-amerikanischer Operndirektor, Dirigent und Komponist († 1897)
- 18. Juli: Pauline Viardot-Garcia, Opernsängerin, Komponistin und Gesangslehrerin († 1910)
- 29. Juli: Thuiskon Emil Hauptner, deutscher Komponist und Musikpädagoge († 1889)
- 10. August: Aloys Anderle, böhmischer Tenor und Opernsänger († 1864)
- 16. August: Lida Bendemann, Freundin von Clara Schumann († 1895)
- 16. August: José Jacinto Cuevas, mexikanischer Komponist, Dirigent und Musikpädagoge († 1878)
- 03. September: Ernst Pasqué, deutscher Opernsänger und Autor († 1892)
- 08. September: Josef Eisenkolb, rumäniendeutscher Komponist († 1899)
- 30. September: Cenobio Paniagua, mexikanischer Komponist († 1882)
- 08. Oktober: Friedrich Kiel, deutscher Komponist der Spätromantik († 1885)
- 11. Oktober: Angelo Mariani, italienischer Komponist und Dirigent († 1873)
- 13. Oktober: Oscar Byström, schwedischer Komponist († 1909)
- 16. Oktober: Franz Doppler, österreichisch-ungarischer Komponist († 1883)
- 24. Oktober: Heinrich Gottwald, deutscher Musiker, Komponist und Musikschriftsteller († 1876)
- 20. November: Jelisaweta Wassiljewna Kotschubei, russische Komponistin († 1897)
- 12. Dezember: Sigmund Lebert, deutscher Musikpädagoge († 1884)
- 17. Dezember: Josef Krejčí, tschechischer Komponist († 1881)
- 22. Dezember: Giovanni Bottesini, italienischer Komponist und Kontrabassist († 1889)
- 29. Dezember: Julius Joseph Maier, deutscher Jurist, Musikwissenschaftler und Bibliothekar († 1889)
- 31. Dezember: Philipp M. Schmutzer, österreichischer Musiker und Komponist († 1898)

### Genaues Geburtsdatum unbekannt
- Luigia Abbadia, italienische Opernsängerin († 1896)
- Gaspare Abbati, italienischer Geiger, Dirigent und Komponist († 1885)

## Gestorben

### Todesdatum gesichert
- 05. Januar: Antoni Stolpe, polnischer Komponist, Pianist, Dirigent und Musikpädagoge (* unbekannt)
- 25. Januar: Maciej Kamieński, polnischer Komponist (* 1734)
- 14. März: Ernst von Schwarzenberg, Bischof, Komponist und Domherr in Köln (* 1773)
- 19. März: Georg Gottfried Müller, US-amerikanischer Kirchenkomponist deutscher Herkunft (* 1762)

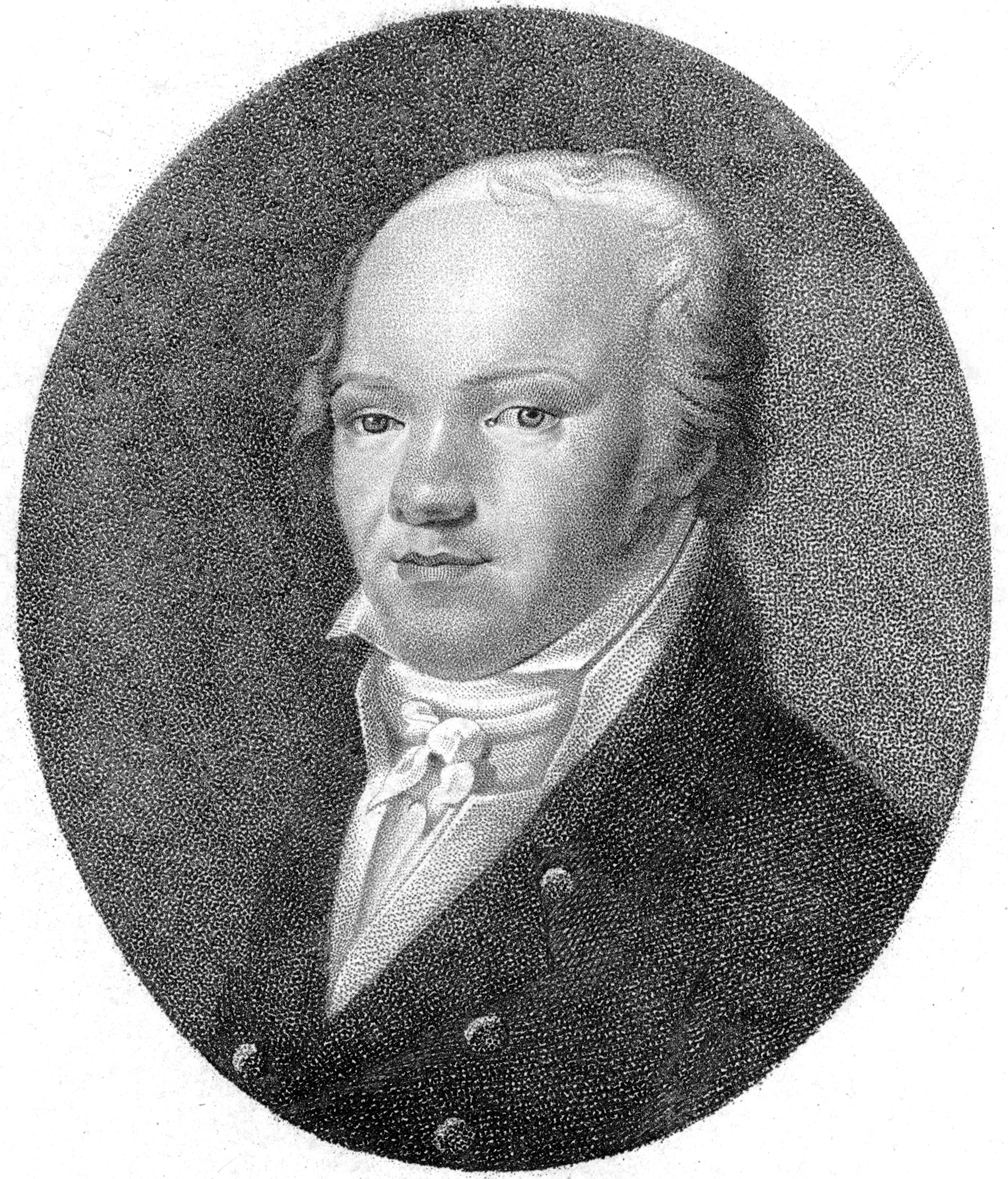
Andreas Romberg; † 10. November

- 29. April: André-Frédéric Eler, französischer Komponist und Musikpädagoge (* 1764)
- 15. Mai: John Wall Callcott, englischer Komponist und Musiktheoretiker (* 1766)
- 18. Juni: Charles Hague, englischer Geiger und Komponist (* 1769)
- 20. August: Matteo Bevilacqua, italienischer Komponist, Flötist und Gitarrenvirtuose (* 1772)
- 31. August: Pierre Galin, französischer Musiktheoretiker (* 1786)
- 09. Oktober: Georg Friedrich Fuchs, deutscher Komponist und Dirigent (* 1752)
- 10. Oktober: Dionysios Fotinos, griechischer Historiker, Musikpädagoge, Komponist liturgischer Musik und osmanischer Beamter (* 1769)
- 10. November: Andreas Romberg, deutscher Violinist und Komponist (* 1767)

### Genaues Todesdatum unbekannt
- Charles Bochsa, französischer Komponist, Oboist, Verleger und Musikalienhändler (* unbekannt)